# Asura acteola
Asura acteola är en fjärilsart som beskrevs av Swinhoe 1903. Asura acteola ingår i släktet Asura och familjen björnspinnare. Inga underarter finns listade i Catalogue of Life.

## Bildgalleri

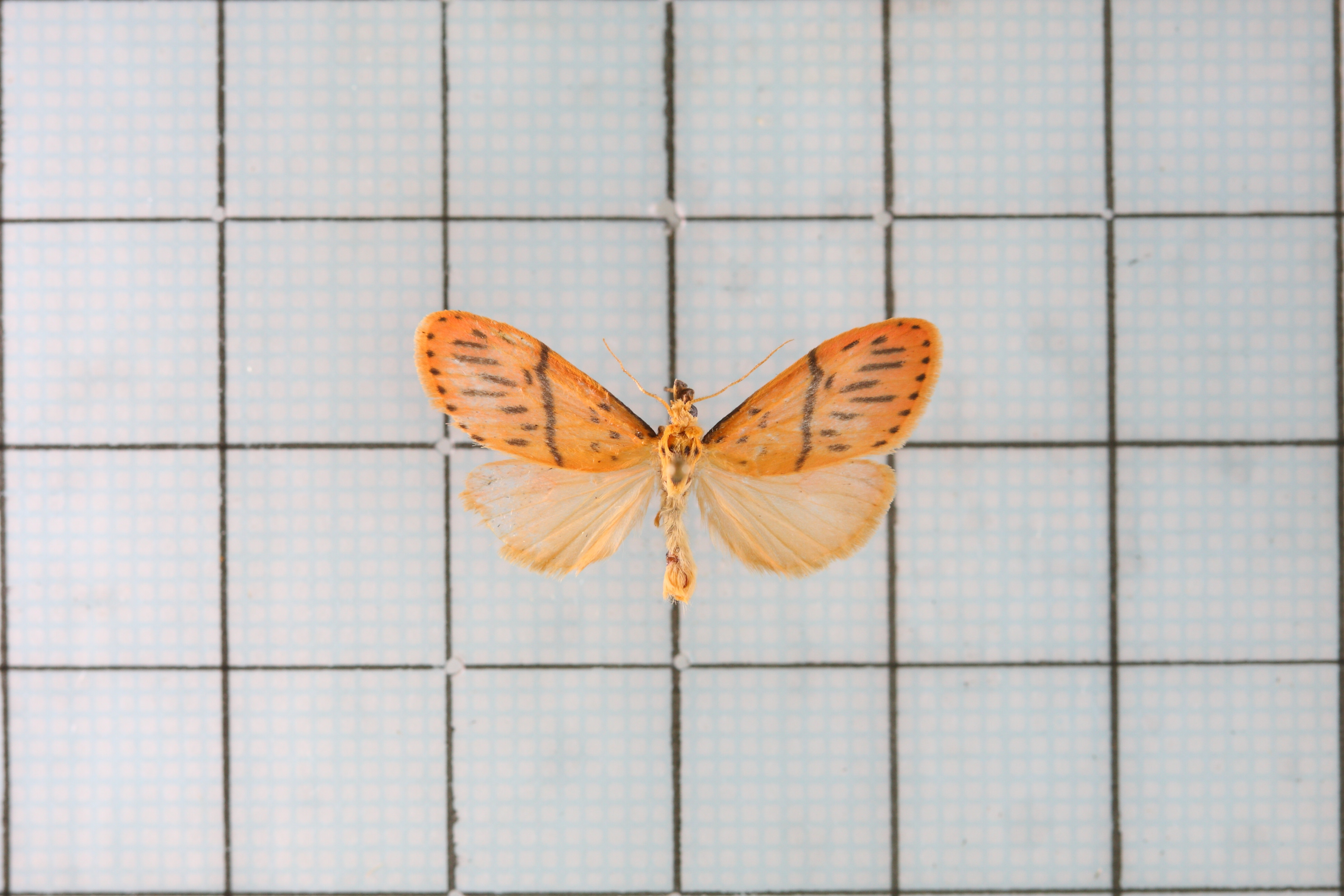